# Сиддик, Бакри
Бакри Сиддик (индон. Bakri Siddiq; род. 27 августа 1967, кампонг Симпанг-Тига, район Саванг, округ Южный Ачех, провинция Ачех, Индонезия) — индонезийский государственный служащий, мэр города Банда-Ачех с 2022 года. Вступил в должность при губернаторе провинции Ачех Ахмаде Марзуки. В 2020—2022 годах возглавлял Бюро планирования и сотрудничества Секретариата Национального агентства по управлению границами (BNPP) Министерства внутренних дел Индонезии.

## Образование
Начальное и среднее образование получил в средней школе Саванга в Южном Ачехе и Государственной старшей школе № 5 в Банда-Ачехе. В 1991 году защитил степень бакалавра экономики управления в Университете Шах Куала. В 2001 году защитил степень магистра экономики развития в Университете Гаджа Мада. В 2020 году защитил степень доктора административных наук в Институте внутреннего управления.

## Карьера
С 2013 по 2020 год возглавлял Агентство по планированию развития Синкаванга. В 2020—2022 годах был главой Бюро планирования и сотрудничества Секретариата Национального агентства по управлению границами (BNPP) Министерства внутренних дел Индонезии. С 2022 года и по настоящее время является мэром города Банда-Ачех.

## Личная жизнь
Женат. Супруга Шри Деви Курнилавати.